# 윌리엄 월리스 덴슬로
윌리엄 월리스 덴슬로(영어: William Wallace Denslow, 1856년 5월 5일 ~ 1915년 5월 27일)는 미국의 삽화가로, 라이먼 프랭크 바움이 쓴 《오즈의 마법사》의 삽화를 그린 인물로 알려져 있다.